# Shelley (West Yorkshire)
Shelley – wieś w Anglii, w hrabstwie ceremonialnym West Yorkshire, w dystrykcie metropolitalnym Kirklees. Leży 25 km na południe od miasta Leeds i 255 km na północny zachód od Londynu. W 1931 roku civil parish liczyła 1566 mieszkańców. Shelley jest wspomniana w Domesday Book (1086) jako Scelneleie/Sciuelei.